# Руэте, Хулиан
Хулиан Руэте Муньеса (исп. Julián Ruete Muniesa; 29 января 1887, Мадрид — 15 марта 1939, Барселона) — испанский футболист, тренер, арбитр и один из самых влиятельных спортивных деятелей начала XX века в Испании. Президент «Атлетико Мадрид» (1912—1919) и (1920—1923), президент коллегии арбитров Испании (сентябрь — ноябрь 1928)..

## Карьера игрока
Хулиан Руэте Муньеса с 1904 года выступал за «Мадрид». Однако на поле выходил не часто, занимаясь в основном административной работой. В 1909 году перешёл в «Атлетик Бильбао», в составе которого провел два матча в кубке Испании в 1909 и 1911 годах. Карьеру игрока завершил в «Атлетик Мадрид».

### Матчи Хулиана Руэте вКубке Испании
| Сезон | Дата           | Матч                                             |
| ----- | -------------- | ------------------------------------------------ |
| 1909  | 4 апреля 1909  | Сиклиста (Сан-Себастьян) — Атлетик Бильбао — 4:2 |
| 1911  | 12 апреля 1911 | Атлетик Бильбао — Бильбао ФК — 4:1               |

## Деятельность функционера
29 ноября 1912 года Хулиан Руэте стал президентом клуба «Атлетик Мадрид».
Отсутствие собственного стадиона беспокоило Руэте и вскоре у ситуация была исправлена. 9 февраля 1913 года стадион «О’Доннэлл» принял премьерный поединок. Кроме того, в клубе были и другие спортивные секции — хоккей, регби, теннис и легкая атлетика. В апреле 1919 Хулиан бул смещён с поста президента. Его преемником стал Альваро де Агилар.
Однако уже 12 ноября 1920 года Хулиан Руэте вновь стал президентом «Атлетик Мадрид».
23 января 1921 года, обыграв «Расинг Сантандер», «Атлетико Мадрид» впервые стал победителем Campeonato del Centro. А 8 мая 1921 года, в четыре часа дня, начался финал Кубка Испании между двумя Атлетиками мадридским и из Бильбао. Матч завершился победой басков со счётом 4:1. Это был первый финал кубка Испании в истории мадридского «Атлетика». В 1923 году «Атлетик» перебрался на новую арену «Эстадио Метрополитано де Мадрид», рассчитанный на 35800 зрителей. Открытие стадиона состоялось 13 мая, с участием команды «Реал Сосьедад». Счёт матча — 2:1 в пользу мадридцев. 3 ноября 1923 года Хулиан Руэте ушёл в отставку. 13 февраля 1930 года Руэте был назначен техническим советником ФК «Бетис».
В 1932 году работал спортивным функционером в клубе «Кастельон».

## Арбитр
В качестве арбитра обслуживал матчи Campeonato del Centro и кубка Испании.
18 мая 1919 года был арбитром финала кубка Испании, в котором встретились «Аренас Гечо» и «Барселона». Со счётом 5:2 победил Аренас. А с сентября по ноябрь 1928 года был президентом коллегии арбитров Испании.

## Тренер
С 1921 по 1922 возглавлял сборную Испании, под руководством которого «красная фурия» провела 4 матча и добилась во всех из них победы. В сезоне 1921/22 возглавлял «Атлетико Мадрид», выступавший в Campeonato del Centro. В сезоне 1927/28 с «Атлетико Мадрид» стал чемпионом Campeonato del Centro.

### Матчисборной Испаниипод руководством Хулиана Руэте
| Дата            | Место проведения     | Матч                       |
| --------------- | -------------------- | -------------------------- |
| 7 октября 1921  | Бильбао, «Сан-Мамес» | Испания — Бельгия — 2:0    |
| 18 декабря 1921 | Мадрид, «О‘Доннелл»  | Испания — Португалия — 3:1 |
| 30 апреля 1922  | Бордо, «Буска»       | Франция — Испания — 0:4    |
| 17 декабря 1922 | Лиссабон, «Лумиар»   | Португалия — Испания — 1:2 |